# Constantin Nica
Constantin Nica (Afumați, 18 marzo 1993) è un ex calciatore rumeno, di ruolo difensore.

## Caratteristiche tecniche
Terzino prevalentemente di fascia destra, può giocare anche da centrale o sulla corsia mancina. Molto veloce, ha maggiori abilità nel difendere che nell'attaccare.

## Carriera

### Club

#### Dinamo Bucarest
Nella stagione 2011-2012 ha giocato 3 partite nella massima serie rumena, contribuendo anche alla vittoria della coppa nazionale rumena; l'anno seguente colleziona 19 presenze in campionato e una presenza in Europa League.

#### Atalanta
Nella sessione di mercato estiva 2013 viene acquistato a titolo definitivo dall'Atalanta per 1,6 milioni di euro. Il 18 agosto 2013 gioca da titolare nella partita di Coppa Italia vinta per 3-0 dall'Atalanta contro il Bari, facendo così il suo esordio in gare ufficiali con la squadra bergamasca. Il 25 agosto esordisce in Serie A subentrando dalla panchina a Cristiano Del Grosso all'82' di Cagliari-Atalanta (2-1). Gioca la sua prima partita da titolare in massima serie il 23 marzo 2014 in Inter-Atalanta (1-2). Chiude la sua stagione in Italia con un totale di 10 presenze, 7 delle quali in campionato.

#### I prestiti in Serie B
L'11 luglio 2014 viene ceduto in prestito al Cesena, squadra neopromossa in Serie A. A fine stagione si troverà ad aver collezionato solo 8 presenze in campionato.
Il 20 luglio 2015 viene ceduto in prestito con diritto di riscatto e controriscatto in Serie B all'Avellino; l'esordio in biancoverde avviene alla prima giornata di campionato, nel derby contro la Salernitana. Passa poi in prestito al Latina, sempre in Serie B.

#### Ritorno in patria
Nell'estate del 2017 torna alla Dinamo Bucarest, in prestito; a fine stagione si svincola dall'Atalanta e, negli anni seguenti, gioca con Dunărea Călărași e Voluntari, venendo impiegato però solo sporadicamente; in seguito si accasa al Vojvodina, club della prima divisione serba, divenendo subito oggetto di critiche da parte dei tifosi, che lo deridono discutendo di quanto il suo acquisto sia inutile, visto che fino ad allora non era mai sceso in campo.
Il 1 settembre 2021 ha firmato un contratto di due anni con la Dinamo București.

#### Il ritorno in Italia
Il 31 gennaio 2022, Nica torna ufficialmente in Italia, firmando per la Pistoiese. Ha esordito il 3 febbraio seguente in una gara esterna contro il Grosseto: il match è stato disastroso sia per Nica sia per la squadra, che sarà travolta per 6 reti a 1, con il rumeno che sarà nominato il peggiore in campo. . Con il trascorrere delle giornate cresce di rendimento ma complici le difficoltà del club che retrocederà nei playout contro l'Imolese non troverà lo spazio che avrebbe meritato. Conclude l'annata con sole 12 presenze. Il 1º luglio 2022 lascerà la Società arancione dopo la scadenza del suo contratto annuale.

### Nazionale
Ha giocato 6 partite nelle qualificazioni agli Europei Under-19 e 3 partite con l'Under-21.
Riceve la prima convocazione in nazionale maggiore da parte del CT Victor Pițurcă in vista dell'amichevole contro la Slovacchia del 14 agosto 2013.

## Statistiche

### Presenze e reti nei club
Statistiche aggiornate al 12 marzo 2018.
| Stagione                  | Squadra                   | Campionato                | Campionato | Campionato | Coppe nazionali | Coppe nazionali | Coppe nazionali | Coppe continentali | Coppe continentali | Coppe continentali | Altre coppe | Altre coppe | Altre coppe | Totale | Totale |
| Stagione                  | Squadra                   | Comp                      | Pres       | Reti       | Comp            | Pres            | Reti            | Comp               | Pres               | Reti               | Comp        | Pres        | Reti        | Pres   | Reti   |
| ------------------------- | ------------------------- | ------------------------- | ---------- | ---------- | --------------- | --------------- | --------------- | ------------------ | ------------------ | ------------------ | ----------- | ----------- | ----------- | ------ | ------ |
| 2010-2011                 | Dinamo Bucarest II        | L2                        | 5          | 0          | CR              | ?               | ?               | -                  | -                  | -                  | -           | -           | -           | 5      | 0      |
| 2011-2012                 | Dinamo Bucarest II        | L2                        | 3          | 0          | CR              | ?               | ?               | -                  | -                  | -                  | -           | -           | -           | 3      | 0      |
| Totale Dinamo Bucarest II | Totale Dinamo Bucarest II | Totale Dinamo Bucarest II | 8          | 0          |                 | -               | -               |                    | -                  | -                  |             | -           | -           | 8      | 0      |
| gen.2012                  | Dinamo Bucarest           | L1                        | 3          | 0          | CR              | 0               | 0               | -                  | -                  | -                  | -           | -           | -           | 3      | 0      |
| 2012-2013                 | Dinamo Bucarest           | L1                        | 19         | 0          | CR              | 2               | 0               | UEL                | 1                  | 0                  | SR          | 1           | 0           | 23     | 0      |
| 2013-2014                 | Atalanta                  | A                         | 7          | 0          | CI              | 3               | 0               | -                  | -                  | -                  | -           | -           | -           | 10     | 0      |
| 2014-2015                 | Cesena                    | A                         | 8          | 0          | CI              | 0               | 0               | -                  | -                  | -                  | -           | -           | -           | 8      | 0      |
| 2015-2016                 | Avellino                  | B                         | 22         | 0          | CI              | 0               | 0               | -                  | -                  | -                  | -           | -           | -           | 22     | 0      |
| 2016-2017                 | Latina                    | B                         | 13         | 0          | CI              | -               | -               | -                  | -                  | -                  | -           | -           | -           | 13     | 0      |
| 2017-2018                 | Dinamo Bucarest           | L1                        | 3          | 0          | CR              | 0               | 0               | -                  | -                  | -                  | -           | -           | -           | 3      | 0      |
| gen.-giu. 2019            | Dunărea Călărași          | L1                        | 0          | 0          | CR              | 0               | 0               | -                  | -                  | -                  | -           | -           | -           | 0      | 0      |
| 2019-gen. 2020            | Voluntari                 | L1                        | 2          | 0          | CR              | 0               | 0               | -                  | -                  | -                  | -           | -           | -           | 2      | 0      |
| gen.-giu. 2020            | Vojvodina                 | SL                        | 0          | 0          | CS              | 0               | 0               | -                  | -                  | -                  | -           | -           | -           | 0      | 0      |
| 2021-gen. 2022            | Dinamo Bucarest           | L1                        | 0          | 0          | CR              | 1               | 0               | -                  | -                  | -                  | -           | -           | -           | 1      | 0      |
| Totale Dinamo Bucarest    | Totale Dinamo Bucarest    | Totale Dinamo Bucarest    | 25         | 0          |                 | 3               | 0               |                    | -                  | -                  |             | -           | -           | 28     | 0      |
| gen.-giu. 2022            | Pistoiese                 | C                         | 10+2       | 0          | CI-C            | -               | -               | -                  | -                  | -                  | -           | -           | -           | 12     | 0      |
| Totale carriera           | Totale carriera           | Totale carriera           | 85         | 0          |                 | 5               | 0               |                    | 1                  | 0                  |             | 1           | 0           | 92     | 0      |

### Cronologia presenze e reti in nazionale
| Cronologia completa delle presenze e delle reti in nazionale ― Romania | Cronologia completa delle presenze e delle reti in nazionale ― Romania | Cronologia completa delle presenze e delle reti in nazionale ― Romania | Cronologia completa delle presenze e delle reti in nazionale ― Romania | Cronologia completa delle presenze e delle reti in nazionale ― Romania | Cronologia completa delle presenze e delle reti in nazionale ― Romania | Cronologia completa delle presenze e delle reti in nazionale ― Romania | Cronologia completa delle presenze e delle reti in nazionale ― Romania |
| Data                                                                   | Città                                                                  | In casa                                                                | Risultato                                                              | Ospiti                                                                 | Competizione                                                           | Reti                                                                   | Note                                                                   |
| ---------------------------------------------------------------------- | ---------------------------------------------------------------------- | ---------------------------------------------------------------------- | ---------------------------------------------------------------------- | ---------------------------------------------------------------------- | ---------------------------------------------------------------------- | ---------------------------------------------------------------------- | ---------------------------------------------------------------------- |
| 14-8-2013                                                              | Bucarest                                                               | Romania                                                                | 1 – 1                                                                  | Slovacchia                                                             | Amichevole                                                             | -                                                                      | 71’ 90+3’                                                              |
| Totale                                                                 |                                                                        | Presenze                                                               | 1                                                                      |                                                                        | Reti                                                                   | 0                                                                      |                                                                        |

## Palmarès

### Club

#### Competizioni nazionali
- Coppa di Romania: 1

Dinamo Bucarest: 2011-2012
- Supercoppa di Romania: 1

Dinamo Bucarest: 2012
- Coppa di Serbia: 1

Vojvodina: 2019-2020